# ألكسندر لوكوفيتش
ألكسندر لوكوفيتش (بالصربية:Александар Луковић) (مواليد 23 أكتوبر 1982 في كرالييفو - يوغوسلافيا) لاعب كرة قدم صربي يلعب حاليا لصالح نادي الدرجة الأولى أودينيزي الإيطالي منذ 2007 في مركز قلب الدفاع كما يجيد اللعب في مركز الظهير الأيسر .

## روابط خارجية
- ألكسندر لوكوفيتش على موقع الاتحاد الدولي (مؤرشف)  (الإنجليزية)
- ألكسندر لوكوفيتش على موقع الاتحاد الأوربي (الإنجليزية)
- ألكسندر لوكوفيتش على موقع قاعدة بيانات كرة القدم.إي يو (الإنجليزية)
- ألكسندر لوكوفيتش على موقع ناشيونال فوتبول تيمز (الإنجليزية)
- ألكسندر لوكوفيتش على موقع Soccerway.com (الإنجليزية)
- ألكسندر لوكوفيتش على موقع AS.com (الإسبانية)